# Il deforme trasformato
Il deforme trasformato (The Deformed Transformed) è l'ultima opera teatrale di Lord Byron. Il poeta cominciò a scrivere il dramma a Pisa tra il gennaio e febbraio 1822, ma non lo portò mai a compimento e fu pubblicato incompiuto nel febbraio 1824.

## Trama
Arnold, un nano deforme, fa un patto col diavolo, che lo trasforma nell'aitante Achille; il diavolo invece possiede il corpo "abbandonato" di Arnold e va in giro facendosi chiamare Caesar. Achille e Caesar partono all'avventura e vengono assunti dal Re Borbone, con cui mettono sotto assedio la città di Roma. Durante la battaglia il re viene ucciso e Arnold guida l'esercito a San Pietro, dove salva Olimpia, la nipote del papa, da soldati che volevano violentarla.

## Fonti
È la terza opera di Byron – dopo Manfred e Caino – ad essere basata sul Faust di Goethe. Il modello faustiano fu sottolineato negativamente da Percy Bysshe Shelley, che descrisse il testo come una "brutta imitazione del Faust" ("It is a bad imitation of Faust") con due versi plagiati da Robert Southey. Il testo, inoltre, è ispirato a I tre fratelli di Julian Pickersgill (1803).